# Avantura u Meksiku
Avantura u Meksiku јe epizoda seriјala Mali rendžer (Kit Teler) obјavljena u Lunov magnus stripu br. 182. Epizoda јe premijerno u bivšoj Jugoslaviji objavljena u januaru 1976. godine. Koštala je 6 dinara (0,34 $; 0,85 DEM). Imala je 140 strana. Izdavač јe bio Dnevnik iz Novog Sada. Epizodu je nacrtao Franko Binjoti, a scenario napisao Andrea Lavezolo. Naslovnica predstavlja reprodukciju originalne Dontalijeve naslovnice.

## Originalna epizoda
Ovo je epizoda  objavljena je u svesci pod nazivom Aventura di Messico, koja je izašla premijerno u Italiјi u izdanju Sergio Bonnelli Editore u septembru 1969. godine pod rednim broјem 70. 
Koštala јe 200 lira (0,32 $; 1,27 DEM).

## Kratak sadržaj
U uzanoj dolini između planina Gvadalupe (danas nacionalni park u Teksasu), šerif Teri Larsen sprovodi do zatvora zloglasnog ubicu i razbojnika Pitera Randa zvanog Sevenšot. Sevenšot uspeva da se oslobodi, ubija šerifa i beži u Meksiko. Kit i Frenki slučajno nailaze na šerifov leš, nalaze sprovodnicu iz čega pretpostavljaju šta se desilo i kreću u potragu za razbojnikom. Sevenšot stiže do usamljene kuće gde pljačka vlasnika i krade konja, nakon čega kreće dalje ka Meksiku. Kit i Frenki ga sustižu i malom mestu gde je odseo da se odmori u El Rejovoj gostionici, ali Sevenšot ranjava Frenkija i uspeva da pobegne. Dok se Frenki bori za život, Kit sam nastavlja potragu za beguncem i prelazi meksičku granicu. Sevenšot se krije na imanju imućnog don Kristobala de la Fuente. Kit optužuje don Kristobala da štiti Sevenšota, ali na imanje stiže meksička policija koja tvrdi da Kit kao američki rendžer nema prava da vodi istragu o kriminalcima na meksičkoj teritoriji. Kit završava u zatvoru, ali uspeva da se nekako iz njega izbavi i vraća se na imanje do Kristobala.

## Repriza ove epizode
epzioda je reprizirana u okviru edicije Edizioni If #35 pod nazuvom Senza tregua. Objavljena je 14. maja 2015. i prodavala se po ceni opd 6,9 €. Hrvatsko izdanje ove sveske objavljeno je 2019. godine pod nazivom Bez predaha. Prodavalo se po ceni od 39,9 kuna.

## Prethodna i naredna epizoda
Ovoj epizodi prethodila je epizoda Mali begnuci (LMS179), a nakon nje objavljena je epizoda Veliki Grom (LMS183).